# Ivan Radojičić
Ivan Radojičić (5 dicembre 1991) è un giocatore di football americano serbo, che gioca nel ruolo di cornerback per i Kragujevac Wild Boars.